# Controversa laptopului lui Hunter Biden

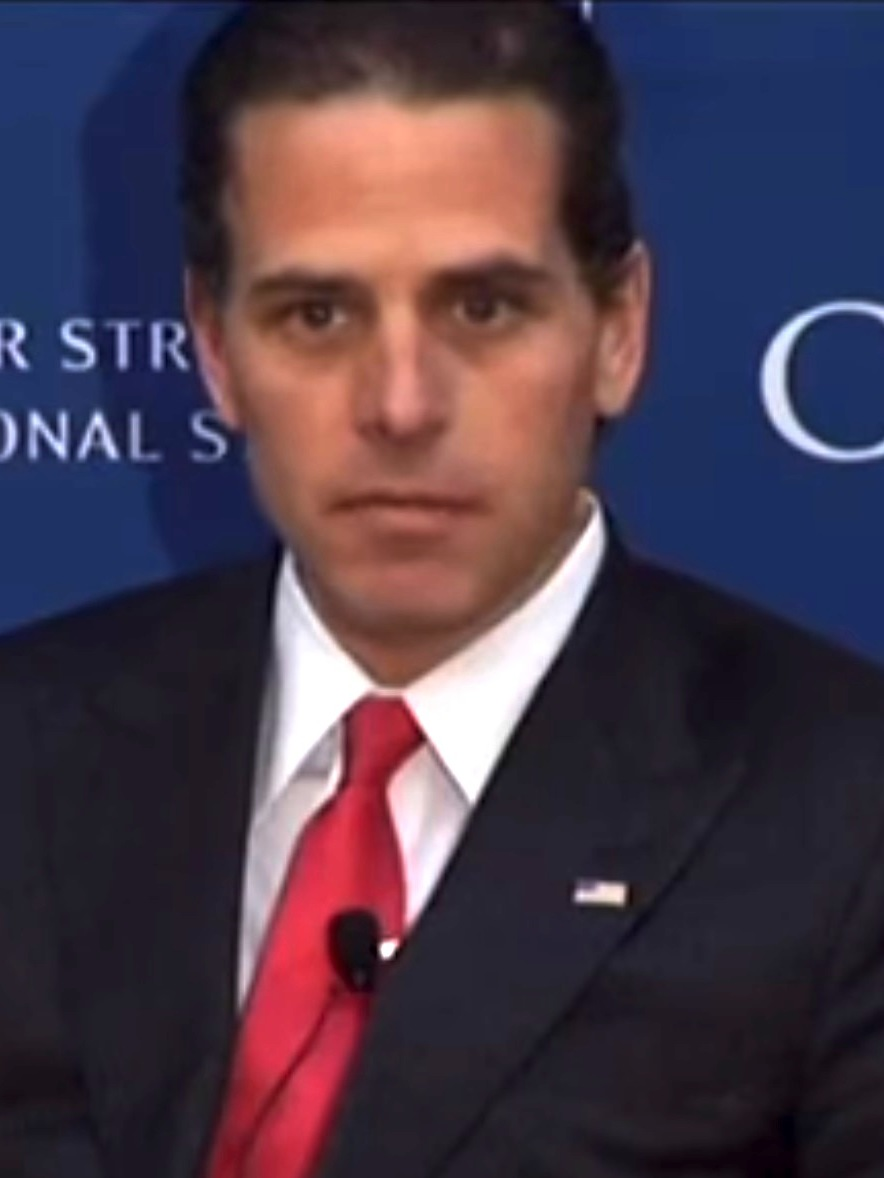
Hunter Biden în 2013

La sfârșitul anului 2020, a apărut o controversă care implica datele de pe un laptop care a aparținut lui Hunter Biden⁠(d) (al doilea fiu al președintelui Statelor Unite, Joe Biden), înainte de a fi abandonat la atelierul de reparații al unui magazin de calculatoare din Delaware. Ulterior, datele au fost împărtășite cu FBI, câțiva agenți republicani și ulterior presei.  Analiza criminalistică a autentificat unele dintre datele de pe laptop, inclusiv unul dintre cele două e-mailuri cheie utilizate de New York Post în reportajul lor inițial.  Nu a fost prezentată nicio dovadă de ilegalitate a lui Joe Biden din conținutul laptopului.
Cu trei săptămâni înainte de alegerile prezidențiale din Statele Unite ale Americii din 2020, New York Post a publicat o poveste în care prezenta niște e-mailuri de pe laptop și afirma că acestea arătau corupția lui Joe Biden. Președintele în exercițiu și candidat la președinție, Donald Trump, a încercat să transforme povestea într-o surpriză de octombrie pentru atacarea campaniei lui Joe Biden, Trump lansând teoria conspirației falsă conform căreia Joe Biden a acționat corupt în privința Ucrainei în timpul mandatului de vicepreședinte.    PolitiFact a scris în iunie 2021 că, deși „de-a lungul timpului, au existat mai puține îndoieli că laptopul i-a aparținut de fapt lui Hunter Biden”, laptopul „era real în sensul că exista, dar nu dovedea prea multe”, întrucât „nimic de pe laptop nu a dezvăluit un comportament ilegal sau neetic al lui Joe Biden în calitate de vicepreședinte în ceea ce privește mandatul fiului său ca director la Burisma”. 
În noiembrie 2022, CBS News a publicat o expertiză criminalistică pe care a comandat-o, care a examinat o copie „curată” a datelor obținute direct de la operatorul atelierului de reparat calculatoare. Analiza respectivă a concluzionat că datele „curate”, inclusiv peste 120.000 de e-mailuri, provin de la Hunter Biden și nu au fost modificate, în contrast cu alte copii difuzate de agenții republicani, și care „ar fi putut fi modificate”.  Washington Post a raportat că experții, la cererea lor, au autentificat o serie de e-mailuri, inclusiv unul care a făcut obiectul reportajului New York Post.  Unității de stocare a datelor analizată pentru Washington Post îi lipsea un lanț de custodie clar și a fost considerată „o mizerie” și „un dezastru” din punct de vedere criminalistic de cei doi analiști.  Conține e-mailuri marcate către și de la Hunter Biden  și alte fișiere digitale referitoare la el.
Doi analiști criminaliști care au examinat în mod independent datele pentru Washington Post au autentificat 1.828 și, respectiv, 22.000 de e-mailuri din cele 128.000 de e-mailuri de pe hard disk în 2022. Nici un analist nu a putut verifica marea majoritate a datelor și nici nu au putut găsi dovezi de falsificare. În unele cazuri, The Post a reușit să coreleze conținutul cu alte surse „pe care experții nu le-au putut evalua”. E-mailurile neverificabile au inclus unele raportate anterior de alte instituții de știri.  Analiza a constatat că alte persoane în afară de Biden au creat trei noi foldere pe unitate la o săptămână după raportul inițial al New York Post și la câteva luni după ce laptopul a fost luat în custodia FBI. De asemenea, a constatat că datele au fost accesate și copiate de pe disc de alte persoane decât Biden de-a lungul a aproape trei ani. 

## Fond
Articolele de presă privind laptopul au stimulat speculații cu privire la teoria conspirativă Biden-Ucraina, care a susținut în mod fals că vicepreședintele de atunci Joe Biden a acționat în Ucraina pentru a-și proteja fiul de o anchetă de corupție a procurorului general ucrainean Viktor Shokin. La 14 octombrie 2020, New York Post a publicat un articol bazat pe un e-mail din laptop despre o presupusă întâlnire între vicepreședintele de atunci Joe Biden și consilierul firmei Burisma, Vadym Pozharskyi.  Martorii de la cina la care se presupune că s-au întâlnit au spus că Joe Biden a trecut pentru scurt timp pentru a vedea un vechi prieten. Post-ul a raportat în povestea sa că Pozharskyi a refuzat să comenteze și că nu a comentat nici pentru un jurnalist de la Politico care a raportat pe larg despre poveste un an mai târziu. 
Post-ul a raportat că e-mailul a fost găsit într-un cache de date extrase de pe un hard disk extern al laptopului care se presupune că i-a aparținut lui Hunter Biden. Post-ul a raportat că proprietarul atelierului de reparații a făcut o copie a hard disk-ului extern înainte ca acesta să fie confiscat de către Biroul Federal de Investigații al SUA (FBI) și că copia a fost furnizată ulterior Post-ului de avocatul personal al lui Donald Trump, Rudy Giuliani. Citația pentru confiscarea laptopului a fost emisă de un tribunal în numele biroului procurorului general din Wilmington, despre care s-a raportat mai târziu că îl investigase pe Hunter Biden privind activitatea de lobby și problemele financiare, cel puțin începând cu 2018.  
Veridicitatea raportării Post-ului a fost puternic pusă la îndoială instituții de presă majore, analiști și oficiali ai serviciilor de informații din cauza originii necunoscute și a lanțului de custodie a laptopului și proveniența conținutului acestuia și, de asemenea, din cauza suspiciunii că este posibil să fi fost folosit în cadrul unei campanii de dezinformare de către serviciile secrete rusești sau aliații acestora.   

## Reportajul dinNew York Post

New York Post a publicat pentru prima dată povestea laptopului

La 14 octombrie 2020, New York Post a publicat articole care conțineau pretinse e-mailuri de autor necunoscut care sugerau că Hunter Biden i-a oferit o „oportunitate” lui Vadym Pozharskyi, un consilier din consiliului de administrație al firmei Burisma, de a se întâlni cu tatăl acestuia, pe atunci vicepreședinte, Joe Biden.    Joe Biden a declarat în septembrie 2019 că nu a vorbit niciodată cu fiul său despre afacerile sale în străinătate.  Campania lui prezidențială a negat că a avut loc o astfel de întâlnire și a declarat că New York Post nu i-a contactat niciodată „despre elementele critice ale acestei povești”.  Michael Carpenter, consilierul pentru politică externă al vicepreședintelui Biden în 2015, a declarat pentru Washington Post că l-a însoțit pe Joe Biden în timpul tuturor întâlnirilor sale despre Ucraina și că „Nu sa întâlnit niciodată cu [Pozharskyi]”. El a adăugat: „De fapt, nu auzisem niciodată de tipul ăsta până când a apărut povestea din New York Post”.  Unul dintre presupusele e-mailuri arăta că Pozharskyi spunea că va împărtăși informații cu Amos Hochstein, un consilier al Departamentului de Stat apropiat de vicepreședintele Biden, deși Hochstein a declarat: „Ancheta Senatului republican mi-a citat toate înregistrările, inclusiv e-mailurile și calendarele întâlnirilor și nu a găsit nicio mențiune despre această persoană. Am condus eforturile energetice ale SUA în Ucraina și nici măcar nu am auzit de el până ieri”. 
The New York Post a publicat imagini și copii PDF ale presupuselor e-mailuri, dar autenticitatea și originea acestora nu au fost determinate.  Potrivit unei investigații efectuate de New York Times, editorii de la New York Post „i-au presat pe membrii personalului să-și adauge inițiativa la poveste”, iar cel puțin unul a refuzat, pe lângă autorul original, din cauza lipsei de încredere în credibilitatea acesteia. Dintre cei doi autori creditați în cele din urmă pentru articol, al doilea nici nu a știut că numele ei i-a fost atașat la articol, decât după ce The Post l-a publicat.  În fraza sa de început, știrea New York Post a afirmat în mod înșelător „bătrânul Biden a făcut presiuni asupra oficialităților guvernamentale din Ucraina ca să-l concedieze pe un procuror care ancheta” firma Burisma, în ciuda faptului că Shokin nu a început vreo anchetă asupra fondatorului firmei Burisma.  Narațiunea de început a afirmat, de asemenea, în mod înșelător, că Hunter Biden și-a prezentat tatăl lui Pozharskyi, dar pretinsul e-mail de la Pozharskyi a menționat doar o invitație și „o oportunitate” pentru ca cei doi să se întâlnească.  
Pe 15 octombrie, Post-ul a publicat un alt articol privind o afacere legată de CEFC China Energy pe care Hunter Biden o negocia cu potențiali parteneri de investiții în mai 2017, când tatăl său era cetățean privat. Post-ul a publicat un presupus e-mail despre care spunea că provine din laptop, scris de unul dintre potențialii investitori, printre ai cărui destinatari era și Hunter Biden. E-mailul descria cotele de capital propuse ale fiecăruia dintre investitorii din societate, încheindu-se cu o referire la „10 deținute de H pentru tipul cel mare?” Post-ul a raportat că „H” se referea aparent la Hunter Biden, iar unul dintre foștii săi parteneri de afaceri a afirmat imediat că „tipul cel mare” însemna Joe Biden. Fostul partener de afaceri a postat și pe Twitter o copie a e-mailului care i-a fost adresat. Într-un e-mail ulterior, Hunter Biden a spus că „Președintele” său i-a dat „un nu categoric”, iar un e-mail ulterior îl identifica pe „Președinte” drept tatăl său. Post-ul a raportat, de asemenea, despre o afacere din august 2017 pe care Hunter Biden o pregătea împreună cu Ye Jianming, președintele CEFC, dar ziarul nu l-a asociat pe Joe Biden cu acea înțelegere. Niciuna dintre cele două afaceri nu s-a realizat.  
În 26 mai 2021, New York Post a publicat un alt articol axat pe presupusele e-mailuri, sugerând că Joe Biden s-a întâlnit cu Vadym Pozharskyi la o cină la restaurantul italienesc Cafe Milano din Washington.  Washington Post a investigat cina din 16 aprilie 2015.  Potrivit participantului la cină, Rick Leach, care, la fel ca Hunter Biden, a fost unul dintre liderii organizației de strângere de fonduri World Food Program USA, discuțiile de la cină au fost despre securitatea alimentară, nu despre „politică sau afaceri”.  Leach a spus că Joe Biden a trecut pentru scurt timp la cină pentru a-l întâlni pe Alex Karloutsos.  Potrivit lui Leach, Joe Biden „nici măcar nu s-a așezat. El nu a luat parte la cină sau la discuția de la cină”.  Karloutsos, un prieten de multă vreme al lui Joe Biden, a avut un rol influent în Biserica Ortodoxă Greacă cu care Joe Biden a lucrat mult timp.  Karloutsos a coroborat relatarea lui Leach.  De asemenea, potrivit Washington Post, lista de invitați pentru cină includea numele „Vadym”, fără niciun nume de familie enumerat. 

### Laptop-ul și hard disk-ul
Rudy Giuliani a furnizat materialele către New York Post după ce ar fi fost găsite pe un MacBook Pro deteriorat de apă  lăsat la un atelier de reparații de calculatoare din Delaware, deținut de John Paul Mac Isaac.  Mac Isaac a obținut laptopul în aprilie 2019, susținând că a fost lăsat de un bărbat care s-a identificat ca Hunter Biden și a cerut recuperarea datelor de pe laptopul deteriorat.    În cele din urmă, Mac Isaac a adus laptopul în atenția FBI, care l-a confiscat în decembrie 2019, sub autorizarea unei citații emise de un tribunal din Wilmington care îl investigase pe Hunter Biden pentru chestiuni financiare încă din 2018.   El a afirmat trei ani mai târziu că, în timp ce copia fișiere și foldere individuale de pe hard disk-ul laptopului pe un alt dispozitiv, „a observat un conținut care era deranjant și care apoi i-a ridicat și niște semne de întrebare”, inclusiv „criminalitate... legată de afaceri cu tranzacții în străinătate, de o potențială spălare de bani și, mai important, de probleme și aspecte legate de securitatea națională”.  Acest lucru l-a determinat „să facă o scufundare mai profundă în laptop odată ce acesta a devenit proprietatea sa”.  Mac Isaac l-a contactat pe Giuliani, despre care a spus că este „salvamarul” său – exprimând credință teoriei conspirației conform căreia campania prezidențială a lui Hillary Clinton din 2016 s-a aflat și în spatele uciderii lucrătorului de campanie Seth Rich.  Steve Bannon a informat New York Post despre laptop,  iar el și Giuliani au livrat publicației o copie a presupusului hard disk al laptopului.  Cu câteva săptămâni înainte, Bannon se lăudase la o televiziune olandeză că are hard disk-ul lui Hunter Biden. 
Ulterior, Giuliani a fost citat că a spus că a dat copia sa către New York Post pentru că „fie nimeni altcineva nu ar lua-o, sau dacă ar lua-o, ar petrece tot timpul posibil pentru a încerca să o contrazică înainte de a o publica”.  Potrivit articolului din New York Post, o persoană – pe care Mac Isaac nu a putut să o identifice pentru că acesta este orb din punct de vedere legal  – a lăsat computerul la atelierul de reparații pentru a repara daunele cauzate de apă, dar odată ce acest lucru s-a realizat, magazinul neavând informații de contact ale proprietarului, nimeni nu a plătit vreodată pentru reparație și nici nu a venit să ridice laptopul.  Criticile s-au concentrat asupra lui Mac Isaac pentru inconsecvențele din relatările sale cu privire la modul în care laptopul a intrat în posesia sa și la modul în care l-a transmis lui Giuliani și către FBI.   Când a fost intervievat de CBS News, Mac Isaac a oferit declarații contradictorii despre motivațiile sale.  Thomas Rid, om de știință politică și expert în dezinformare la Universitatea Johns Hopkins, a remarcat că e-mailurile ar fi putut fi falsificate sau că materialul falsificat ar fi putut fi amestecat cu materiale autentice, o „trăsătură comună” a operațiunilor de dezinformare.  Daily Beast a raportat că, potrivit a două „persoane cu cunoștințe directe”, mai mulți oficiali înalți din administrația Trump și campania de realegere au fost la curent cu hard disk-ul laptopului „cu câteva săptămâni” înainte de povestea din New York Post.  Ulterior, Giuliani a confirmat pentru Daily Beast că l-a informat pe Trump despre material înainte de articolul New York Post. 
New York Post a raportat că i-a fost arătată o imagine care părea să arate o citație federală care a dus la confiscarea computerului și a unui hard disk extern de către FBI în decembrie 2019.  NBC News a raportat că FBI a procurat dispozitivele printr-o citație a unui tribunal, deși nu era clar dacă aceasta era citația raportată de New York Post și că investiga dacă conținutul era legat de o operațiune a serviciilor de informații străine.  Associated Press a confirmat existența anchetei FBI cu privire la o posibilă activitate de informații străine.  Citând un „oficial american și o sursă a Congresului informată cu privire la această problemă”, CNN a raportat că FBI investighează în mod special posibile conexiuni cu eforturile de dezinformare în curs de desfășurare ale Rusiei împotriva lui Joe Biden.  În 2022, Mark Zuckerberg a declarat că un avertisment FBI cu privire la o posibilă campanie de dezinformare rusă a determinat Facebook să elimine conținutul care pretindea că transmite dovezi referitoare la povestea laptopului.  
Potrivit Washington Post, Mac Isaac a fost alarmat că laptopul nu a fost menționat în timpul primului proces de destituire a lui Donald Trump, la începutul anului 2020. 
Hunter Biden a declarat într-un interviu publicat în aprilie 2021 că nu era sigur dacă laptopul îi aparține; el a spus că „ar putea fi vorba acolo de un laptop care i-a fost furat” sau că ar fi putut fi victima „piratată” de serviciile de informații rusești.  PolitiFact scria în iunie 2021: „De-a lungul timpului, au existat mai puține îndoieli că laptopul i-a aparținut de fapt lui Hunter Biden”. PolitiFact precizează că este posibil să se fi obținut „copii ale unui laptop”, în locul laptopului propriu-zis.  PolitiFact afirmă că Daily Mail a publicat fotografii nud cu Hunter Biden de pe laptop, precum și alt conținut axat pe consumul de droguri și problemele legale ale lui Hunter Biden, dar notează că Hunter Biden și-a făcut deja publice propriile probleme legate de droguri. 

### Materialul ucrainean
Material similar cu presupusul conținut de pe hard disk ar fi circulat în Ucraina în 2019. Un individ intervievat de revista Time a declarat că a fost abordat la sfârșitul lunii mai 2019, iar o a doua persoană a declarat că a fost abordat la mijlocul lunii septembrie. Vânzătorul, potrivit celui de-al doilea individ, dorea să vândă informații compromițătoare despre Hunter Biden aliaților din Partidul Republican ai lui Donald Trump pentru 5 milioane de dolari. „M-am distanțat, pentru că nu mirosea a bine”, a spus el pentru Time. Igor Novikov, fost consilier al președintelui ucrainean și cercetător în dezinformare, a declarat că piața kompromat (material dăunător) a fost foarte activă în ultimul an ca reacție la evenimentele politice din Statele Unite, cu mulți agenți politici grăbindu-se să răspundă la apelul lui Giuliani pentru furnizarea de informații dăunătoare despre Biden. Novikov a caracterizat materialele disponibile pe piață drept „extrem de greu de verificat, dar foarte ușor de falsificat”. Pe 19 octombrie, legislatorul ucrainean Andrii Derkach a postat pe rețelele de socializare că are un al doilea laptop al lui Hunter Biden, declarând: „Faptele care confirmă corupția internațională sunt stocate pe un al doilea laptop. Aceștia nu sunt ultimii martori sau ultimul laptop.” Derkach lucrase cu Giuliani în Ucraina și a fost ulterior sancționat de Departamentul Trezoreriei Statelor Unite pentru implicarea sa în dezinformarea despre Joe Biden; Trezoreria a concluzionat că Derkach a fost un agent de informații rus activ de peste un deceniu;   Serviciul de Securitate al Ucrainei (SBU) a mai spus că Derkach a primit fonduri de la GRU rus și a inițiat o investigație cu privire la rolul său.   Lev Parnas a declarat pentru Politico că lui Giuliani i s-a spus despre materiale compromițător privind-ul pe Hunter Biden în 30 mai 2019, în cadrul unei vizite cu Vitaly Pruss. Pruss a fost asociat cu fondatorul Burisma, Mykola Zlochevsky, care era atunci investigat pentru corupție de către Ucraina. 

### Narațiunea poveștii Hunter Biden
La începutul lunii respective și înainte de reportajul Post-ului, un avocat de la Casa Albă și alți doi afiliați ai lui Trump promovaseră deja, prin publicația Wall Street Journal (pe care echipa Trump a văzut-o ca pe un distribuitor ideal datorită combinației sale de conservatorism și credibilitate în industria de presă) o poveste despre relațiile de afaceri ale lui Hunter Biden în China. Cu toate acestea, fără a avertiza echipa Trump și în timp ce Jurnalul își exercita precauțiile necesare în investigarea poveștii, New York Post a ieșit și a publicat o versiune a poveștii bazată pe documente și e-mailuri cu „proveniență îndoielnică” care pretindeau, dar nu demonstrau, implicarea lui Joe Biden în afacerile fiului său. Bannon anticipase că povestea Jurnalului va apărea pe 19 octombrie, iar Trump le-a spus reporterilor să se aștepte la o poveste majoră în Jurnal. Posibila insinuare rezultată, cum că jurnalismul lor ar fi fost afiliat sau lucrează în numele lui Trump i-a iritat pe editorii Jurnalului. Tony Bobulinski, un partener de afaceri al lui Hunter Biden, care a fost intervievat pentru reportajul Jurnalului se temea că Jurnalul nu va difuza articolul și, prin urmare, și-a emis propria declarație pe 21 octombrie, pe care Breitbart News a publicat-o needitată. În timpul dezbaterii prezidențiale de a doua zi, Trump a făcut o referire vagă la e-mailuri și l-a găzduit pe Bobulinski ca invitatul său special. După dezbatere, Jurnalul și-a publicat scurta poveste conform căreia Bobulinski și înregistrările corporative evaluate de Journal „nu arată niciun rol al lui Joe Biden”.

### Consecințe și probleme de acuratețe
New York Times a raportat în mai 2021 că anchetatorii federali din Brooklyn au început o anchetă penală târziu în perioada administrației Trump cu privire la posibilele eforturi ale mai multor oficiali ucraineni actuali și foști de a răspândi acuzații nefondate despre Joe Biden privind corupția. Anchetatorii au cercetat dacă ucrainenii l-au folosit pe Giuliani ca un canal pentru acuzații, deși el nu a fost un subiect specific al anchetei, spre deosebire de o investigație de lungă durată a lui Giuliani de către biroul procurorului general din Manhattan. 
New York Times a raportat în martie 2022 că au găsit e-mailuri „dintr-un cache de fișiere care pare să fi provenit de la un laptop abandonat de domnul Biden într-un atelier de reparații din Delaware”.
În martie 2022, Vox a raportat că nu a apărut vreodată nicio dovadă „că scurgerea de informații din laptop ar fi fost un complot rusesc”. < În acea lună, New York Times a raportat că surse familiarizate cu e-mailurile și o investigație a lui Hunter Biden legată de posibile nepotriviri financiare au spus că unele e-mailuri între Biden, partenerul său de afaceri și alții cu privire la Burisma și la alte activități de afaceri în străinătate au fost autentificate. E-mailurile au arătat că Biden și partenerul său de afaceri au discutat despre invitarea unor asociați de afaceri străini la cina din aprilie 2015 la Washington, inclusiv Pozharskyi.  
În aprilie 2022, Washington Post a raportat că Mac Isaac a spus că a văzut afirmații despre ceea ce conținea laptopul care nu reflectă ceea ce a văzut pe laptop: „Știu că au existat mai multe încercări în ultimul an și jumătate pentru a introduce material discutabil în laptop, nu în sens fizic, dar prin transmiterea acestor dezinformări ca provenind din laptop... Și aceasta este o preocupare majoră a mea, deoarece m-am luptat și cu dinții pentru a proteja integritatea acestei unități de stocare a datelor, iar a pune în pericol asta va însemna că tot ceea ce am sacrificat va fi în zadar”. 
În mai 2022, NBC News a publicat o analiză a unei copii a hard disk-ului primit de la Giuliani și a documentelor eliberate de republicani în cadrul a două comisii din Senat. Analiza a constatat că firma lui Hunter Biden a primit 11 milioane de dolari din 2013 până în 2018 și a cheltuit banii rapid. Analiza a mai constatat că puține dintre afacerile lui Hunter Biden s-au concretizat vreodată. 
Datorită coincidenței prenumelui său, Rudolf, cu cel al unui personaj din povestea publicată de Robert May în 1939, și pentru rolul jucat în distribuirea elementelor narațiunii, Giuliani, fostul primar al New York-ului, a primit porecla Rudolf renul cu nasul roșu,  pe parcursul elaborării teoriei conspirative.

## Analiza criminalistică
În martie 2022, Washington Post a publicat concluziile a doi analiști de informații criminalistice pe care i-a ales pentru a examina 217 gigaocteți de date furnizate ziarului pe un hard disk de activistul republican Jack Maxey, care a declarat că conținutul acestuia provine din laptop. Unul dintre analiști a caracterizat datele drept „dezastru” din punct de vedere criminalistic. Analiștii au descoperit că și alte persoane în afară de Hunter Biden au accesat și copiat date în mod repetat timp de aproape trei ani; au găsit, de asemenea, dovezi că alte persoane decât Biden au accesat și scris fișiere pe unitate, atât înainte, cât și după povestea din New York Post.  În septembrie 2020, cineva a creat șase foldere noi pe unitate, inclusiv cu numele „Biden Burisma”, „Big Guy File”, „Salacious Pics Package” și „Hunter. Documente Burisma.” Unul dintre analiști a găsit dovezi că cineva ar fi accesat conținutul unității dintr-o locație de pe Coasta de Vest la câteva zile după ce New York Post și-a publicat poveștile despre laptop. 
Folosind semnături criptografice pentru a analiza cele aproximativ 129.000 de e-mailuri de pe unitate, o analiză a putut verifica că 1.828 dintre e-mailuri provin de la conturile de e-mail de origine indicate, sugerând că sunt autentice și nu au fost modificate; cealaltă analiză a putut verifica aproape 22.000 de e-mailuri folosind metode similare, după depășirea problemelor tehnice pe care prima analiză nu le-a putut rezolva. Analiștii au spus că e-mailurile de la Burisma, unde Pozharskyi era consilier, sunt probabil autentice, dar au avertizat că, dacă Burisma ar fi fost piratată, hackerii ar fi putut să folosească semnături criptografice furate pentru a falsifica e-mailuri care ar trece ca fiind autentice. New York Times a raportat în ianuarie 2020 că serviciile de informații militare ruse au spart Burisma începând cu noiembrie 2019; un co-fondator al firmei care a descoperit hacking-ul a spus că rușii furau acreditările conturilor de e-mail. Ambii analiști au recunoscut că semnăturile criptografice nu sunt o modalitate perfectă de a autentifica e-mailurile, deoarece unele servicii de e-mail nu implementează tehnologia la fel de riguros ca altele. Aproximativ 16.000 din cele 22.000 de e-mailuri care poartă semnături criptografice au venit prin intermediul Google, care implementează riguros tehnologia. Analiștii au remarcat că semnăturile criptografice pot verifica doar dacă un e-mail provine dintr-un anumit cont de e-mail, dar nu și cine a controlat acel cont; există și alte mijloace prin care hackerii preiau conturi de e-mail. Potrivit Washington Post, „Alte e-mailuri de pe unitate care au stat la baza reportajelor anterioare de știri nu au putut fi verificate, deoarece mesajele nu aveau semnături criptografice verificabile”. 
Printre e-mailurile pe care Washington Post le-a putut autentifica s-a numărat e-mailul Pozharskyi care a stat la baza articolului original al New York Post. Un e-mail care face referire la „10 deținute de H pentru tipul cel mare?”, o referire aparentă la o propunere respinsă de a-i acorda lui Joe Biden o cotă de 10% dintr-o înțelegere pe care o negocia fiul său cu China, nu a fost autentificat, deși un destinatar al e-mailului a garntat în mod public pentru autenticitatea sa. 
Unul dintre analiști a descoperit că marcajele de timp de pe documente și din indexurile sistemului de operare se potriveau, deși a remarcat că hackerii ar putea falsifica marcajele de timp în moduri nedetectabile. De asemenea, analiștii au remarcat că accesul repetat la unitate a dus la ștergerea registrelor de acces și a altor fișiere folosite de analiștii criminaliști pentru a examina activitatea sistemului. Nici un analist nu a găsit dovezi că e-mailurile sau alte fișiere au fost manipulate de hackeri dar nici nu au putut exclude această posibilitate.  
O analiză realizată de Distributed Denial of Secrets a 128.755 de e-mailuri copiate de pe laptop și distribuite de aliații și fostul personal al președintelui Donald Trump a arătat „semne de falsificare”, inclusiv 145 de date de modificare și e-mailuri create la mai bine de un an după ce Hunter Biden a avut laptopul.   Matt Tait, expert în securitate cibernetică și fost specialist în securitatea informațiilor pentru Centrul de Comunicații Guvernamentale din Regatul Unit al Marii Britanii, a analizat analiza și a spus „este clar că memoria cache nu este în forma sa originală”. 
În luna noiembrie 2022, CBS News a publicat rezultatele unei expertize criminalistice pe care au comandat-o asupra unei copii a datelor de pe laptop pe care Mac Isaac le-a înmânat inițial anchetatorilor federali în 2019. Analiza, efectuată de Computer Forensics Services, a găsit date „concordante cu utilizarea normală, de zi cu zi a unui computer”, nu a găsit „nicio dovadă că datele utilizatorului au fost modificate, fabricate sau manipulate” și nu a găsit niciun fișier nou creat pe laptop după aprilie 2019, când Mac Isaac a primit laptopul. Directorul de tehnologie al Computer Forensics Services a adăugat: „Nu am nicio îndoială în mintea mea că aceste date au fost create de Hunter Biden și că au venit de la un computer aflat sub controlul domnului Biden”.  Tot pe 21 noiembrie, CBS News a publicat prima fotografie a unui Macbook Pro deteriorat, care le-a fost furnizată de echipa juridică a lui Hunter Biden. 

## Reacții

### Hunter Biden
Într-un interviu din 2021 cu corespondentul CBS Tracy Smith, când a fost întrebat dacă laptopul era al lui, Hunter Biden a răspuns că nu știe, adăugând ulterior că nu își amintește să fi lăsat un laptop în Delaware pentru reparații. 
Habar n-am... Ar putea exista un laptop care mi-a fost furat. S-ar putea să fi fost victimă a pirateriei. S-ar putea să fi fost serviciile rusești. S-ar putea să-mi fi fost furat.
În mai 2021, Hunter a solicitat consilierului avocatului Kevin Morris să investigheze circumstanțele publicării datelor din laptop.  

### Ofițerii serviciilor de informații
La 19 octombrie 2020, un grup de 51 de foști oficiali superiori ai serviciilor de informații, care lucraseră în administrația Trump și cei ai celor trei președinți anteriori, a lansat o scrisoare deschisă în care afirmă că publicarea presupuselor e-mailuri „are toate caracteristicile clasice ale unui operațiuni informative rusești”, adăugând:
Vrem să subliniem că nu știm dacă e-mailurile, furnizate către New York Post de către avocatul personal al președintelui Trump, Rudy Giuliani, sunt autentice sau nu și că nu avem dovezi ale implicării Rusiei – doar că experiența noastră ne face profund suspicioși că guvernul rus a jucat un rol semnificativ în acest caz.  
În timpul unui interviu acordat Fox News în 19 octombrie 2020, directorul serviciilor naționale de informații americane (DNI), John Ratcliffe a declarat că laptopul „nu face parte dintr-o campanie rusă de dezinformare” și l-a acuzat pe Adam Schiff că a caracterizat greșit opiniile comunității de informații, descriind presupusele e-mailuri ca parte a unei campanii de defăimare împotriva lui Biden.  Purtătorul de cuvânt al lui Schiff l-a acuzat pe Ratcliffe că a „denaturat intenționat” cuvintele congresmanului.  Ratcliffe a făcut anterior afirmații publice care contraziceau evaluările profesionale de informații.    Mai mulți oficiali de securitate l-au criticat pe Ratcliffe pentru că a părut să-și judece în prealabil rezultatul.  FBI-ul a declarat public că nu are „nimic de adăugat” la remarcile lui Ratcliffe, ca răspuns la o solicitare de mai multe informații făcută de senatorul Ron Johnson.  New York Times a raportat la câteva zile după articolul Post că nu a apărut nicio dovadă solidă că laptopul ar conține dezinformare rusă.  O anchetă FBI care încearcă să stabilească dacă laptopul a fost folosit ca parte a unei operațiuni de contrainformații străine este încă în desfășurare.  

### Corporațiile social media
După alegerile din 2016, companiile rețelelor de socializare au fost criticate pentru că au permis ca informațiile politice false să prolifereze pe platformele lor, inclusiv din partea serviciilor secrete rusești, sugerând că ar fi putut ajuta la alegerea lui Trump.  Atât Twitter și Facebook au implementat măsuri pe platformele lor pentru a preveni partajarea articolului New York Post. Twitter a depreciat mai întâi povestea (a împiedicat algoritmul său să o evidențieze datorită popularității sale), dar în cele din urmă a interzis postarea link-urilor către poveste.  A făcut acest lucru conform Politicii lor privind materialele piratate și Facebook conform unei politici conform căreia „în multe țări, inclusiv în SUA, dacă avem semnale că un conținut este fals, îi reducem temporar distribuția în așteptarea examinării de către o terță parte."    Decizia Facebook a fost asumată printr-un avertisment al FBI de a urmări dezinformarea răspândită de activiști străini.  The Hill a raportat despre acțiunea Facebook, „nu este clar ce „semnale” au declanșat limita pe articolul New York Post ”.  Twitter a blocat pentru scurt timp contul de Twitter al președintelui Donald Trump pentru campania prezidențială pentru că distribuia un videoclip controversat cu Hunter Biden în 15 octombrie. Contul a fost deblocat mai târziu în acea zi.  Între 14 și 23 octombrie, povestea originală New York Post a avut peste 54 de milioane de vizualizări pe Facebook. 
Comentatorii din medii politice variate au criticat acțiunile întreprinse de Facebook și Twitter, argumentând că ar fi putut amplifica dezinformarea datorită efectului Streisand.  CEO-ul Twitter Jack Dorsey a remarcat: „Comunicarea noastră în legătură cu acțiunile noastre în articolul @nypost nu a fost grozavă”, adăugând că „blocarea partajării adresei URL prin tweet sau mesaj direct” fără a explica contextul, a fost „inacceptabilă”. 
În 14 octombrie, președintele Donald Trump a postat pe Twitter exprimând „indignarea” față de acțiunile Facebook și Twitter, inclusiv o amenințare de a abroga dispozițiile privind sfera de siguranță ale secțiunii 230 din Actul de decență în comunicații, în temeiul căruia aceștia își desfășoară activitatea. 
Republicanii Congresului din Comisia Judiciară a Senatului i-au chemat pe CEO-ul Facebook Mark Zuckerberg și pe CEO-ul Twitter Jack Dorsey să depună mărturie în fața comisiei ca răspuns la acțiunile platformelor lor. Senatorii Ted Cruz, Lindsey Graham și Josh Hawley au anunțat că comitetul va vota pentru citarea lui Dorsey să se prezinte în 23 octombrie.  Liderul majorității din Senat, Mitch McConnell, a descris restricțiile făcute de Facebook și Twitter ca fiind „absolut condamnabile” și a declarat că companiile acționează ca „poliție a vorbirii”. 
Dorsey a declarat că „Blocarea directă a adreselor URL a fost greșită și ne-am actualizat politica și aplicarea pentru a le remedia”, adăugând: „Scopul nostru este să încercăm să adăugăm context, iar acum avem capabilități pentru a face acest lucru”.  În martie 2021, Dorsey a spus Congresului: „A fost literalmente doar o eroare de proces. Acest lucru nu a fost împotriva lor [New York Post] într-un fel anume.”  Facebook a mai spus că restricționează răspândirea în așteptarea răspunsul din partea verificatorilor terți. Associated Press a remarcat că povestea, din 17 octombrie 2020, „nu a fost confirmată de alte publicații”.  Într-un interviu din august 2022, Mark Zuckerberg pe podcastul Joe Rogan, a spus că Facebook a considerat că povestea se potrivește tiparului propagandei rusești și a numit-o o „problemă hiper-politică”. Zuckerberg a mai spus că FBI-ul a spus anterior Facebook să fie conștient de potențiala propagandă despre alegerile prezidențiale din 2020 și i s-a spus că „se pune la cale să fie lansat ceva”. Când a fost publicată povestea New York Post, Facebook a crezut că „se potrivește cu acest tipar” despre care FBI a avertizat Facebook.    În octombrie 2022, The Intercept a raportat că înregistrările depuse în instanța federală ca parte a unui proces au dezvăluit că doi agenți FBI au fost implicați în comunicări cu Facebook care ar fi „dus la suprimarea de către Facebook” a poveștii New York Post, deși The Intercept a remarcat, de asemenea, că procesul are o „înclinație partizană”. Avocații administrației Biden au răspuns spunând că reclamanții legați de proces nu aveau dreptate și că companiile de social media au urmat singure politici de moderare a conținutului, fără influență „coercitivă” din partea guvernului SUA. 
New York Times a raportat în septembrie 2021 că o anchetă a Comisiei Electorale Federale cu privire la o plângere privind excluderea articolului de către Twitter a respins plângerea, declarând că compania de social media avea motive comerciale legitime pentru acțiunile lor și că nu s-a putut stabili că Twitter a acționat din motive pur politice. 
Ross Douthat a subliniat asemănări între reacțiile din rețelele sociale la situația laptopul-și-e-mailurile-Biden și dosarul Steele. El nu a văzut povestea New York Post ca pe o dezinformare rusă, ci „un exemplu mai normal de cercetare a opoziției cu cădere întârziată... împletind fapte autentice în concluzii contestabile. Cu alte cuvinte, a fost analog cu tot felul de povești contestate anti-Trump cu care au rulat diverse instituții de presă în nebunia ultimilor patru ani – de la publicitatea în jurul zvonurilor sălbatice din dosarul Steele până la poveștile despre presupusa întâlnire de la Praga a lui Michael Cohen și la afirmațiile că rușii au spart rețeaua electrică din Vermont sau chiar C-SPAN”. Prin urmare, el a criticat reacțiile foarte diferite ale companiilor de social media în care acestea, printr-o reacție tip „nu lăsați 2016 să se întâmple din nou”, au oprit total distribuirea poveștii laptopului, dar nu au făcut același lucru pentru a proteja publicul atunci când a fost publicat dosarul (Steele). 
Ben Smith, care a considerat că rețelele de socializare ar fi trebuit să trateze poveștile laptopului și dosarului în același mod, a descris cum a publicat dosarul pentru BuzzFeed News în 2017, când a văzut că portăreii mass-media „țin [dosarul] ascuns față de publicul lor”. El a văzut refuzul presei de a derula povestea cu laptopul ca pe o „răzbunare a portăreilor”. 
Povestea despre laptopul lui Hunter Biden a dus la o analiză sporită a acțiunilor Twitter și Facebook, presupuse a limita difuzarea poveștii de către conservatori;  conform tabloidului de știri conservator, Washington Examiner, acțiunile lor „demonstrează părtinirea (politică) Big Tech”. 
În decembrie 2022, CEO-ul Twitter, Elon Musk, care a cumpărat recent compania, a oferit acces pentru trei autori la documentele interne ale companiei din octombrie 2020, care arătau discuțiile directorilor Twitter despre moderarea conținutului său în legătură cu povestea NY Post. Pe 2 decembrie, scriitorul Matt Taibbi a prezentat unele dintre materiale într-o serie de tweet-uri.   

### Campania prezidențială Joe Biden 2020
Secretarul de presă al campaniei prezidențiale Joe Biden 2020, Jamal Brown, a declarat că acțiunea Twitter cu privire la povestea New York Post a indicat că acuzațiile din poveste sunt false.  Ei au negat în mod special că Joe Biden a avut vreodată o întâlnire oficială cu Pozharskyi și au spus că, dacă s-or fi întâlnit vreodată, o fi fost vreo scurtă întâlnire.

### Congresul
Pe 21 ianuarie 2021, a doua zi după învestirea lui Biden, reprezentantul republican Marjorie Taylor Greene din Georgia a depus articole de suspendare împotriva lui Joe Biden care citau afirmațiile.  Niciun alt membru al Congresului nu a susținut articolele.

### Alte categorii de presă
New York Times, Washington Post și Wall Street Journal au declarat că nu pot verifica în mod independent datele furnizate de New York Post.  NBC News a cerut o copie a hard disk-ului de la Giuliani, care le spusese că nu le-ar oferio; și au spus că Giuuliani le-a oferit copii ale unui număr mic de e-mailuri, dar nu le-a dat setul complet.  În mai 2022, NBC News a publicat o analiză a unei copii a hard disk-ului primită de la Giuliani și a documentelor eliberate de republicani în cadrul a două comisii din Senat. Analiza a constatat că firma lui Hunter Biden a încasat 11 milioane de dolari din 2013 până în 2018 și a cheltuit banii rapid. Analiza a mai constatat că puține dintre ofertele lui Hunter Biden s-au concretizat vreodată. 
David Folkenflik de la postul de radio național (NPR) a observat că povestea New York Post afirma ca fapte lucruri pe care le presupunea că sunt adevărate. El a mai remarcat că autorul creditat principal al poveștii, editorul politic adjunct Emma-Jo Morris, nu a avut practic nicio referință anterioară în reportaj, iar cel mai important angajament anterior al ei a fost o poziție de aproape patru ani ca producător al emisiunii lui Sean Hannity la Fox News. Hannity, un consilier apropiat al lui Trump, a sugerat în mod repetat escrocheriile lui Biden în Ucraina. 
Vanity Fair a observat că povestea a dezvăluit un „război rece” jurnalistic în curs de desfășurare în imperiul media al lui Rupert Murdoch, care include New York Post, Fox News și Wall Street Journal. În special, a descris o ruptură internă cu privire la acoperirea publicată de Jurnal, care a publicat un articol de opinie al editorialistului conservator Kimberley Strassel, care umfla afirmațiile, doar pentru ca secțiunea de știri să publice un articol care „demonta complet argumentul colegului lor de opinie” patru ore mai târziu. Ryan Lizza, reporter pentru Politico, a spus că „reporterii de la WSJ, Fox News și NYP au ajuns cu toții la aceeași concluzie despre aceste documente, dar sunt înecați de activiști de rea-credință din partea opiniei acestor companii ale lui Murdoch, care favorizează realegerea lui Trump”. 

În aprilie 2022, Consiliul de redacție al Washington Post a scris că povestea despre laptopul lui Hunter Biden a oferit „o oportunitate de recunoaștere” din partea presei americane pentru a se asigura că sunt publicate poveștile „corecte și relevante”. Ei au remarcat că:
„Ancheta adaugă noi detalii și le confirmă pe cele vechi despre modurile în care familia lui Joe Biden a profitat din afacerile în străinătate pe numele său – ceva pentru care președintele merită criticat pentru că l-a acceptat în mod tacit. Ceea ce nu face, în ciuda insistențelor unor conservatori în sens contrar, este să demonstreze că președintele Biden a acționat corupt”. 
Joan Donovan, directorul de cercetare al Centrului Shorenstein pentru Media, Politică și Politici Publice de la Universitatea Harvard, a spus că „Este, fără îndoială, cea mai cunoscută poveste pe care New York Post a publicat-o vreodată și dăinuie ca o poveste pentru că a fost inițial suprimată de companiile de social media și batjocorită deopotrivă de politicieni și experți”. 